# امسا (زاوية سيدي قاسم)
امسا هي إحدى مشيخات المملكة المغربية، تتبع جغرافيا لإقليم تطوان وإداريًا لزاوية سيدي قاسم. يقدر عدد سكانها بـ 2723 نسمة حسب الإحصاء الرسمي للسكان والسكنى لسنة 2004.